# Рейчел Комісарз
Рейчел Комісарз (англ. Rachel Komisarz, 5 грудня 1976) — американська плавчиня.
Олімпійська чемпіонка 2004 року.
Чемпіонка світу з водних видів спорту 2003, 2005 років, призерка 2007 року.
Чемпіонка світу з плавання на короткій воді 2004, 2008 років, призерка 2002, 2006 років.
Призерка Пантихоокеанського чемпіонату з плавання 2006 року.